# Bušanovice
Bušanovice (en allemand : Buschanowitz) est une commune du district de Prachatice, dans la région de Bohême-du-Sud, en République tchèque. Sa population s'élevait à 262 habitants en 2023.

## Géographie
Bušanovice se trouve à 7 km au sud-est de Volyně, à 13 km au nord-nord-ouest de Prachatice, à 43 km à l'ouest-nord-ouest de České Budějovice et à 113 km au sud-sud-est de Prague.
La commune est limitée par Předslavice au nord, par Tvrzice et Újezdec à l'est, par Vlachovo Březí au sud, et par Zálezly à l'ouest.

## Histoire
La première mention écrite de la localité date de 1315.

## Administration
La commune se compose de cinq sections :
- Beneda
- Bušanovice
- Dolní Nakvasovice
- Horní Nakvasovice
- Želibořice

## Galerie

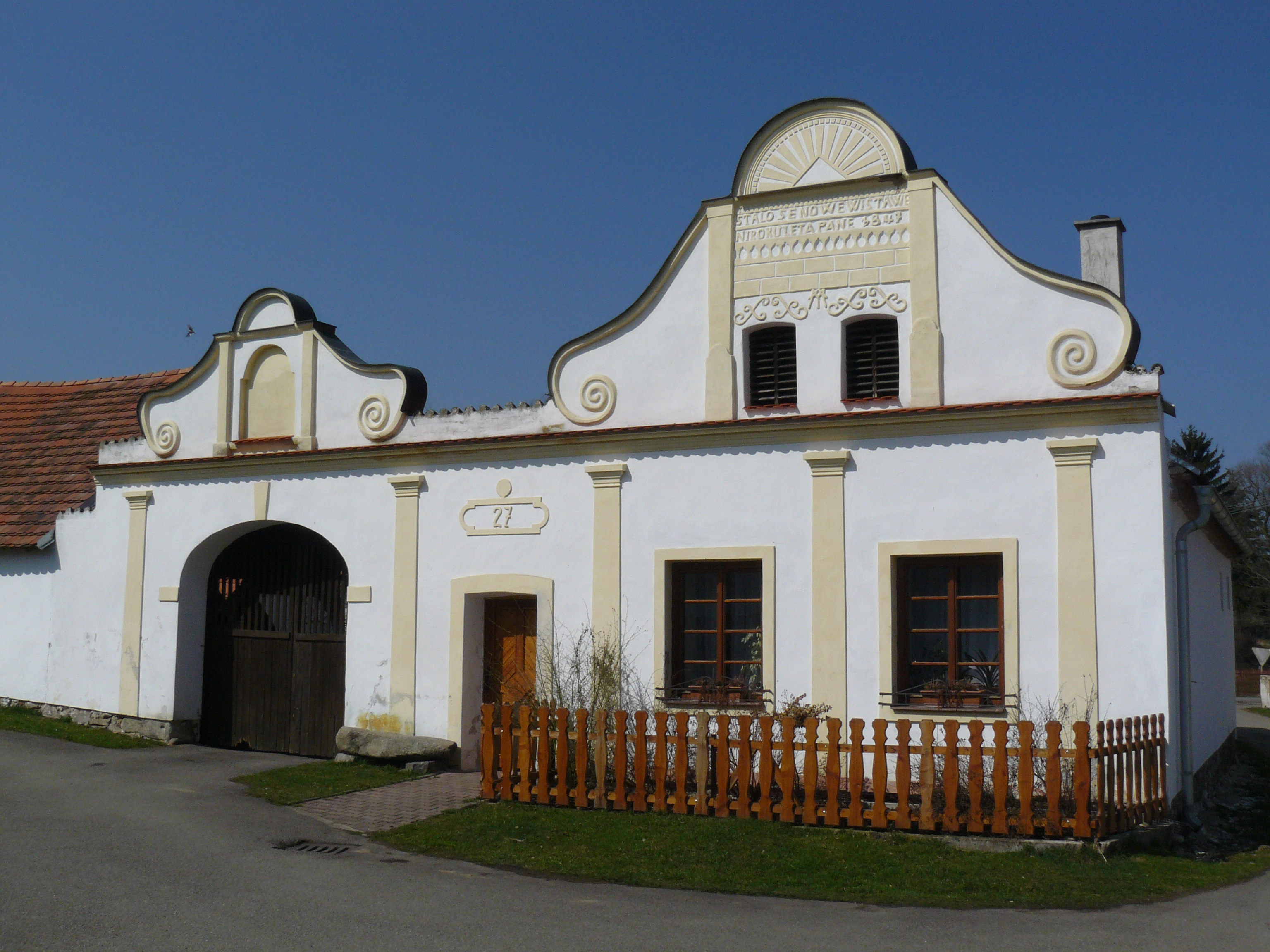
Bel exemple d'architecture inspirée du baroque (dite Selské baroko), construit en 1847.
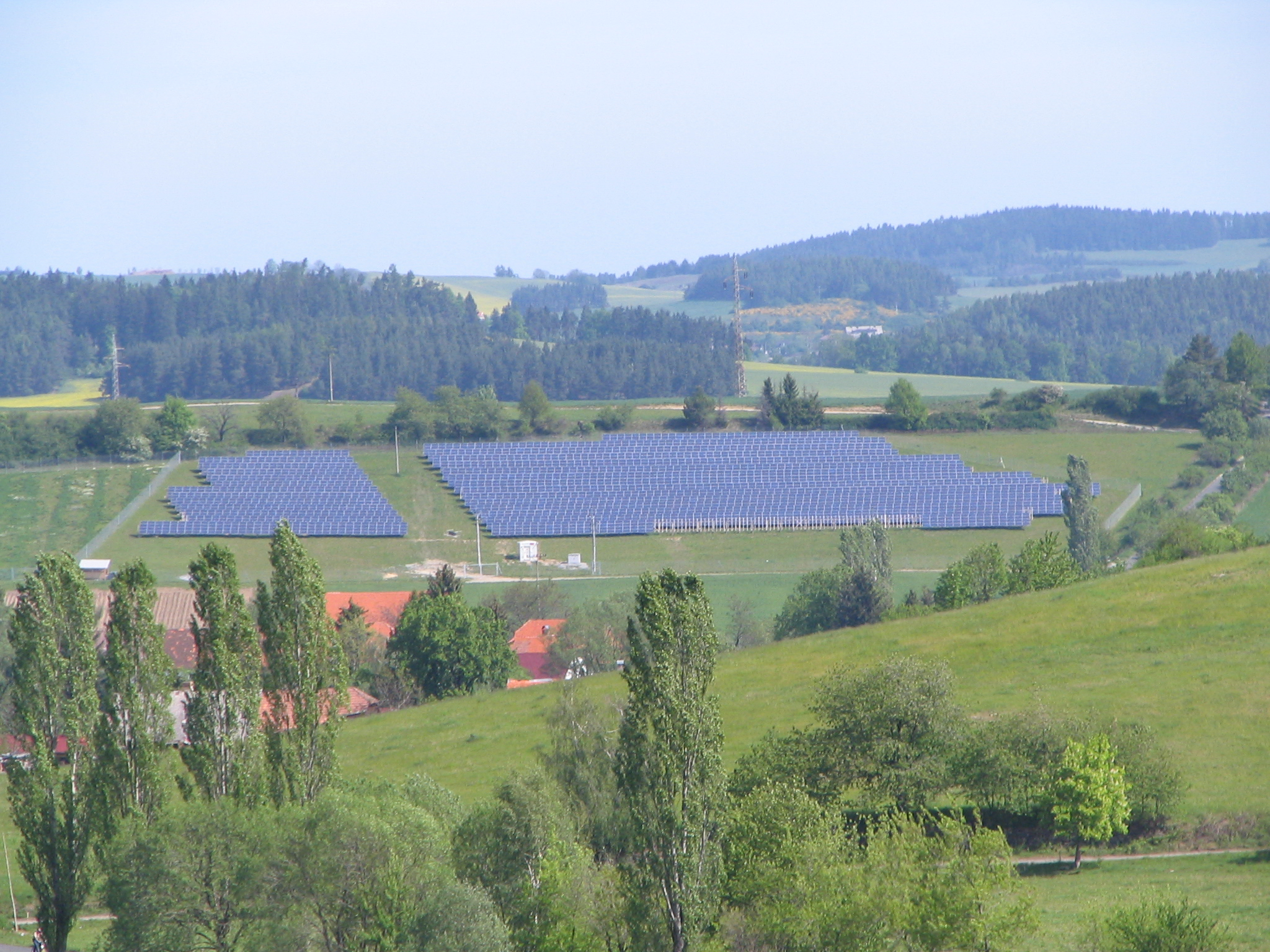
Panneaux solaires à Bušanovice.

## Transports
Par la route, Bušanovice se trouve à 8 km de Volyně, à 17 km de Prachatice, à 52 km de Ceské Budejovice et à 138 km de Prague.